# 社会民主人士联盟
社会民主人士联盟（俄語：Союз социал-демократов，缩写：英語：）是俄罗斯的一个社會民主主義政黨，于2007年10月20日由前蘇聯總統米哈伊爾·戈巴契夫创立，由俄羅斯社會民主黨重組而成。

## 前身
- 2000年3月11日—2001年11月24日：俄羅斯統一社會民主黨（Российская объединённая социал-демократическая партия）
- 2001年11月24日—2007年10月20日：俄羅斯社會民主黨（

2007年4月，俄羅斯社會民主黨因不符合俄罗斯新法律对政党的黨員人數要求而解散，隨後便重組為社会民主人士联盟。戈尔巴乔夫本人被推举为该组织领导人。

## 政治主張
社会民主人士联盟對俄羅斯現今的政治生態不滿，認為民主制度尚未健全，沒有具制衡力量的反對派，而權力黨則實質上壟斷了全國的行政資源。但是聯盟宣布將支持總統弗拉基米爾·普京的改革，但不会参加将于2007年12月举行的俄罗斯国家杜马大选。戈尔巴乔夫同時表示，并不准备参加2008年俄罗斯总统选举。其目標是集中力量，爭取在2011年之前成為一個具有實力的大型政黨。

## 另見
- 俄羅斯政治
- 俄羅斯政黨列表

## 外部連結
- .   [2008-01-30]. （原始内容存档于2008-01-18） （俄语）.
- .   [2008-01-30]. （原始内容存档于2012-11-28） （俄语）.